# Любович-Бизе
Любович-Бизе (пол. Lubowicz-Byzie) — село в Польщі, у гміні Клюково Високомазовецького повіту Підляського воєводства.
Населення — 42 особи (2011).
У 1975-1998 роках село належало до Ломжинського воєводства.

## Демографія
Демографічна структура станом на 31 березня 2011 року:
|          | Загалом | Допрацездатний вік | Працездатний вік | Постпрацездатний вік |
| -------- | ------- | ------------------ | ---------------- | -------------------- |
| Чоловіки | 21      | 8                  | 11               | 2                    |
| Жінки    | 21      | 3                  | 11               | 7                    |
| Разом    | 42      | 11                 | 22               | 9                    |